# Gomon
Gomon è una città e sottoprefettura della Costa d'Avorio appartenente al dipartimento di Sikensi. Conta una popolazione di 20 880 abitanti (censimento 2014).